# Wałaginskij chriebiet

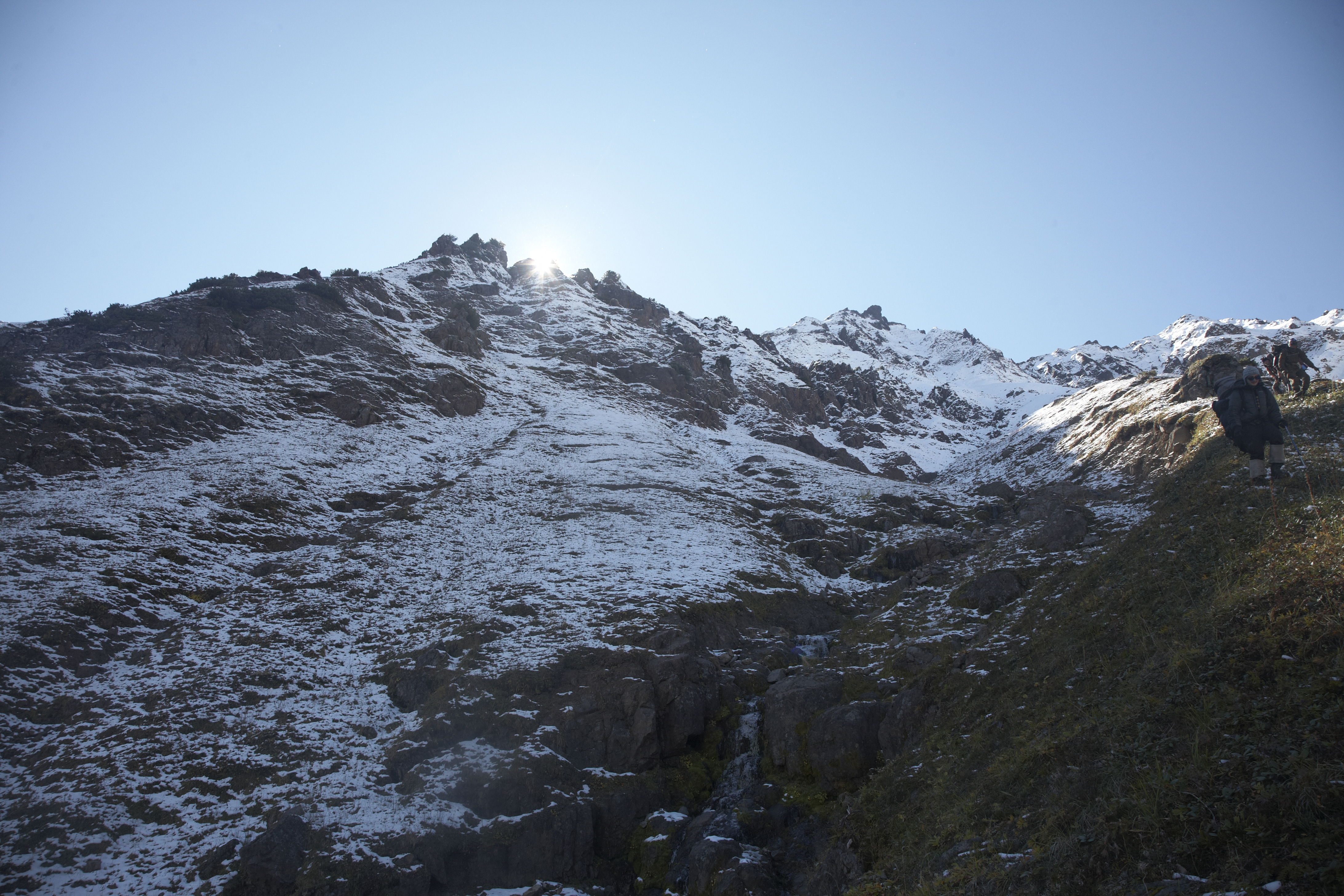
Widok na pasmo znad rzeki Awacza

Wałaginskij chriebiet (ros.: Валагинский хребет) – pasmo górskie w azjatyckiej części Rosji, na Kamczatce, w środkowej części Gór Wschodnich. Rozciąga się na długości ok. 150 km. Od północy graniczy z pasmem Tumrok, od południa i zachodu z pasmem Ganalskij chriebiet.
Najwyższy szczyt Kudriasz osiąga wysokość 1794 m n.p.m. 
Pasmo zbudowane z łupków metamorficznych, granitów i skał wulkanicznych. Strome zbocza pokryte są lasami. W wyższych partiach występują zarośla krzewiaste, łąki i kamienista tundra.